# Kuta Blang (Sama Dua)
Kuta Blang is een bestuurslaag in het regentschap Aceh Selatan van de provincie Atjeh, Indonesië. Kuta Blang telt 1233 inwoners (volkstelling 2010).